# Rudolf Hudlický
Rudolf L. Hudlický (11. listopadu 1874 Kamenný Újezd u Nýřan – 21. prosince 1952 Rokycany) byl český podnikatel, zakladatel železáren a kovohutí v Hrádku u Rokycan.

## Život

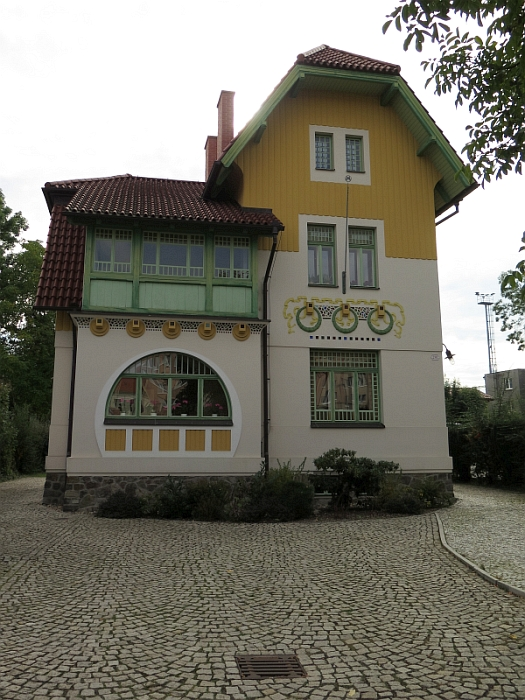
Rodinná vila Hudlických v Rokycanech z roku 1911 (2015)

Narodil se v Kamenném Újezdě u Nýřan, pravděpodobně do skromných poměrů. Osamostatnil se a roku zakoupil v Hrádku u Rokycan hamr na zpracování železa, vyrábějící též železné nářadí. Roku 1900 zde založil železářský podnik, který postupně budoval a rozvíjel. Bydlel v rozsáhlé rodinné rezidenci v Rokycanech. Podílel se též na společenském životě v Rokycanech, zasloužil se například o výstavbu budovy pošty.
Roku 1911 si nechal Rudolf Hudlický se svou ženou Miladou postavit secesní rodinnou sídelní vilu (č.p. 286) podle návrhu architekta Bohumila Ryšavého. Svoji původní rezidenci, která stála na pozemku sousedícím s touto vilou, nechali adaptovat na hotel Merkur, a na vedlejším pozemku vzniklo toto menší sídlo.
Po převzetí moci ve státě komunistickou stranou v Československu v únoru 1948 byly hrádecké železárny znárodněny a Hudlického rodina byla na základě jejího tzv. třídního původu perzekvována.  

### Úmrtí
Rudolf Hudlický zemřel 21. prosince 1952 v Rokycanech. Pohřben byl v rodinné hrobce na městském hřbitově v Rokycanech.